# Kumla församling, Västerås stift
Kumla församling var en församling som ingick i Kumla, Tärna och Kila pastorat i Norra Västmanlands kontrakt i Västerås stift i Svenska kyrkan. Församlingen låg i Sala kommun i Västmanlands län. 1 januari 2025 uppgick församlingen i Kumla, Tärna och Kila församling.

## Administrativ historik
Församlingen hademedeltida ursprung och utgjorde till 1 maj 1930 ett eget pastorat. Församlingen var sedan 1 maj 1930 moderförsamling i pastoratet Kumla och Tärna som 1962 utökades med Kila och från 2016 med namnet Kumla, Tärna och Kila pastorat. 1 januari 2025 uppgick församlingen i Kumla, Tärna och Kila församling.

## Organister
| Verksam   | Namn                        | Levnadstid | Övrigt    |
| --------- | --------------------------- | ---------- | --------- |
| 1687      | Boëthius Lind               |            | Organist. |
| 1702      | Zachris                     |            | Organist. |
| 1715      | Gustaf Broberg              |            | Organist. |
| 1726      | Wesström                    |            | Organist. |
| –1734     | Gustaf Ahrenberg            |            | Organist. |
| 1735–1773 | Samuel Göransson Cumblin    | 1714–1773  | Organist. |
| 1773–1807 | Pehr Milenius               | 1750–1807  | Organist. |
| 1808–1821 | Per Adolf Berg              | 1786–1864  | Organist. |
| 1821–1824 | Adolf Fredric Holmström     | 1796–1865  | Organist. |
| 1825–1888 | Lars Fredric Södergren      | 1807–1888  | Organist. |
| 1888–1909 | Per Petersson               | 1851–1909  | Organist. |
| 1909–1910 | J. Henning Lind             | 1887–      | Organist. |
| 1911–1921 | Viktor Axel Edvin Rommedal  | 1881–1955  | Organist. |
| 1921–1951 | Karl Ernst Carlsson Björdin | 1892–      | Organist. |

## Kyrkor
- Kumla kyrka